# Universidad de Bingöl
La Universidad de Bingöl (en turco Bingöl Üniversitesi) es una universidad pública de Turquía.Su director es actualmente es el profesor Dr. İbrahim Çapak, en funciones desde julio de 2016. Bingol University, base de datos de Web of Science, según datos de 2019, en términos de número de publicaciones por miembro de la facultad entre las 108 universidades estatales en Turquía ocupa el sexto lugar.

## Facultades
- Facultad de Odontología
- Facultad de Ciencias de Salud
- Facultad de Medicina Veterinaria
- Facultad de Ciencias y Literatura
- Facultad de Teología
- Facultad de Agricultura
- Facultad de Ciencias Económicas y Administrativas
- Facultad de Ingeniería y Arquitectura

## Afiliaciones
La universidad es miembro de la Asociación Universitaria del Cáucaso.